# NGC 984
NGC 984 je galaksija u zviježđu Ovan.

## Vanjske poveznice
- SEDS: NGC 984